# Teodolit
Teodolít je optično-mehanski ali elektro-optični instrument za natančno merjenje horizontalnih in vertikalnih kotov ali zenitnih razdalj. Primeren je za meritve kotov na večjih razdaljah. Teodolit je posebej razvit instrument za uporabo pri geodetskih meritvah in gradbeništvu. Poznamo različno natančne teodolite, njihovo natančnost opišemo z zmožnostjo merjenja kotnih sekund ali miligonov. Običajna natančnost teodolitov se giblje med sedmimi in eno kotno sekundo, posebno natančni teodoliti pa dosegajo natančnost pod 0,5 kotne sekunde.
Teodolit se za potrebe izmere privije na stativ, ki omogoča postavitev teodolita nad geodetsko točko v horizontalnem položaju. Za potrebe natančnega opazovanja horizontalnih kotov in spremljanje premikov geodetskih mrež, teodolit privijemo na betonski steber, ki je na terenu postavljen stalno.

### Sestavni deli teodolita
Zgradba teodolita se je z razvojem geodezije spreminjala, osnovni sestavni deli in pogoji teodolita, pa so ostali enaki. 
Starejše modele teodolitov sestavljajo:
Spodnji del
- podnožje s trinožnim podstavkom, pod katerim so vznožni vijaki
- horizontalni krog s kotno razdelbo, ki omogoča merjenje horizontalnih kotov v obsegu od 0° do 360°.

Zgornji del
- alhidada in alhidadni libeli (cevna in dozna),
- nosilec daljnogleda,
- nosilna os daljnogleda,
- daljnogled,
- vertikalni krog s kotno razdelbo, ki omogoča merjenje vertikalnih kotov od -90° ali 90° oziroma zenitnih razdalj v obsegu 0° do 180°.

Poleg glavnih sestavnih delov, teodolit sestavljajo tudi mikrometrski vijaki za natančno vrtenje alhidade in daljnogleda, naprave za natančno odčitavanje vrednosti na horizontalnem in vertikalnem kotu in gumbi za odpravo paralaks. Poleg naprav za običajno delo s teodolitom, najdemo na njem tudi korekcijske vijake nitnega križa (starejši modeli) in korekcijske vijake alhidadnih libel, s katerimi odpravimo napake alhidadnih libel. 

### Zgodovina
Prvi opis teodolita ('theodelitus') lahko najdemo v zemljemerskem učbeniku Pantometria iz leta 1571. Učbenik je napisal angleški astronom Thomas Digges, sin Leonarda Diggesa, matematika in geometra, kateremu pripisujejo tudi izum te priprave. Leonard je uvedel tudi ime, vendar izvor ni znan.